# Виноградов, Сергей Петрович
Сергей Петрович Виноградов (8 января 1853 — 16 ноября 1918) — коллекционер русских гравюр, непрофессиональный искусствовед и иконограф, автор нескольких научных работ.
Сведений о его жизни сохранилось мало. Родился в Москве, окончил юридический факультет Московского университета. Некоторое время жил в Одессе; затем вернулся в Москву, где был секретарём прокурора Московского военно-окружного суда; из дохода имел лишь небольшое жалованье, большую часть которого тратил на приобретение гравированных и литографированных портретов. Заниматься коллекционированием Виноградов начал с конца 1870-х годов и за тридцать лет своей работы собрал около пяти (согласно БСЭ — шести) тысяч листов гравюр. 22 сентября 1912 года был избран действительным членом Исторического музея. На протяжении долгих лет сотрудничал с Московским Публичным и Румянцевском музеем, в который после смерти Виноградова в ноябре 1918 его сын Николай передал коллекцию отца и его библиотеку, состоявшую из книг по истории русской гравюры.
На протяжении своей жизни Виноградов несколько раз участвовал в организации различных памятных выставок. Состоял членом Русского Библиографического общества, был знаком со многими библиофилами, гравёрами и историками искусства, уже в конце 1880-х годов оценивавшими его деятельность и работы очень высоко. Его перу принадлежат следующие труды: «Гравюры И. П. Пожалостина», (М., 1905; 2-е издание — М., 1912); «Собрание портретов, издаваемых П. П. Бекетовым» (М., 1913); «Каталог гравюр Ф. И. Иордана» при его «Записках» (М., 1918); и другие; согласно первому изданию Большой советской энциклопедии, они «составлены с исключительной тщательностью».